# Gare de Maurecourt
La gare de Maurecourt est une gare ferroviaire française de la ligne de Paris-Saint-Lazare à Mantes-Station par Conflans-Sainte-Honorine, située sur le territoire de la commune d'Andrésy — dont la limite avec la commune de Maurecourt se situe à quelques centaines de mètres au nord-est de la gare —, dans le département des Yvelines, en région Île-de-France.
C'est une gare SNCF desservie par les trains du réseau Transilien Saint-Lazare (ligne J). Elle se situe à 27,8 km de la gare de Paris-Saint-Lazare.

## La gare
Elle est desservie par les trains du réseau Saint-Lazare du Transilien. Elle se situe à 27,8 km de la gare de Paris-Saint-Lazare.

## Fréquentation
De 2015 à 2023, les estimations de la SNCF sont les suivantes :
| Année         | 2015    | 2016    | 2017    | 2018    | 2019    | 2020    | 2021    | 2022    | 2023    |
| ------------- | ------- | ------- | ------- | ------- | ------- | ------- | ------- | ------- | ------- |
| Fréquentation | 573 999 | 575 732 | 562 963 | 539 598 | 519 455 | 251 355 | 601 326 | 665 925 | 654 946 |

## Correspondances
La gare est desservie par les lignes 20, 41, 72 et 91 du réseau de bus de Poissy - Les Mureaux et, la nuit, par la ligne N155 du réseau Noctilien.

## Galerie de photos

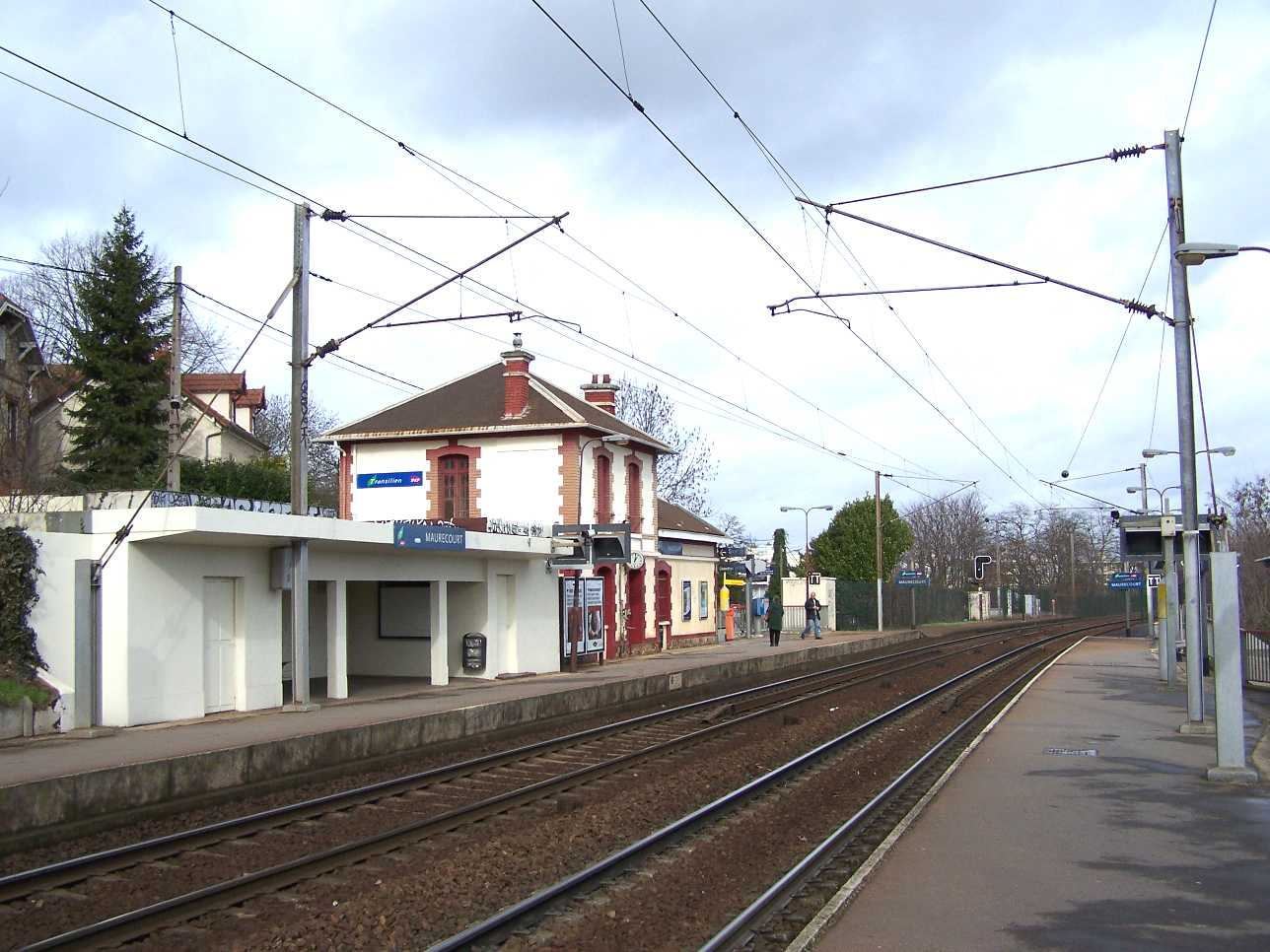
La gare vue depuis le quai en direction de Mantes-la-Jolie
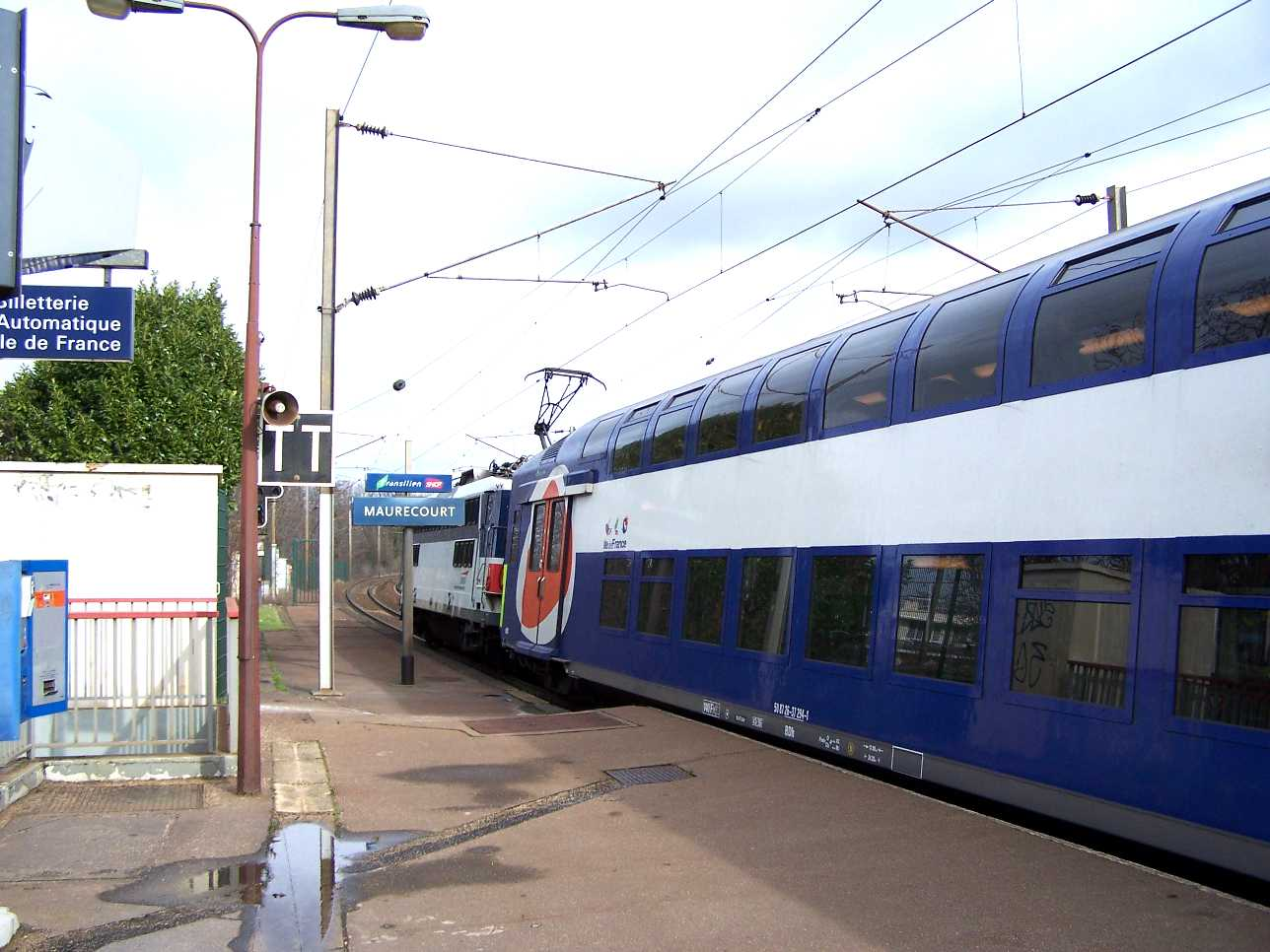
Une rame VB 2N quitte la gare en direction de Paris-Saint-Lazare